# 56 Hydrae
56 Hydrae är en gul eller orange jätte i Vattenormens stjärnbild.
56 Hydrae har visuell magnitud +5,23 och är svagt synlig för blotta ögat vid normal seeing. Den befinner sig på ett avstånd av ungefär 360 ljusår.